# Фейзай, Пларент
Пларент Фейзай (алб. Plarent Fejzaj; род. 5 июля 1997, Балши) — албанский футболист, полузащитник.

## Карьера
Футбольную карьеру начал в составе клуба «Бюлис».
В 2018 году подписал контракт с клубом «Буррели».
В 2019 году перешёл в албанский клуб «Динамо» Тирана.
В августе 2024 года подписал контракт с клубом «Туран» Туркестан. 14 сентября 2024 года в матче против клуба «Шахтёр» Караганда дебютировал в казахстанской Премьер-лиге (2:1).

## Достижения
«Бюлис»
- Победитель первого дивизиона Албании по футболу: 2014/15

«Динамо» Тирана
- Серебряный призёр первого дивизиона Албании по футболу: 2020/21

«Кукеси»
- Обладатель Кубка Албании: 2023/24

## Клубная статистика
| Игровая карьера | Игровая карьера | Игровая карьера | Лига | Лига | Кубок | Кубок | Межд. | Межд. | Др. | Др. |
| --------------- | --------------- | --------------- | ---- | ---- | ----- | ----- | ----- | ----- | --- | --- |
| 2017/18         | Буррели         | Б               | 6    | 0    | 3     | 0     | —     | —     | —   | —   |
| 2018/19         | Камза           | А               | 1    | 0    | 1     | 0     | —     | —     | —   | —   |
| 2019/20         | Динамо (Тирана) | Б               | 23   | 0    | 1     | 0     | —     | —     | —   | —   |
| 2020/21         | Динамо (Тирана) | Б               | 17   | 0    | 2     | 0     | —     | —     | —   | —   |
| 2021/22         | Томори          | Б               | 29   | 0    | 2     | 0     | —     | —     | —   | —   |
| 2022/23         | Томори          | Б               | 26   | 1    | 2     | 0     | —     | —     | —   | —   |
| 2023/24         | Кукеси          | А               | 32   | 1    | 5     | 0     | —     | —     | —   | —   |
| 2024            | Туран           | А               | 8    | 0    | —     | —     | —     | —     | —   | —   |